# فقه السنة (كتاب)
كتاب فقه السنة هو كتاب يتناول مسائل من الفقه الإسلامي مقرونة بأدلتها من صريح الكتاب وصحيح السنة، ألفه سيد سابق. صدر الجزء الأول من الكتاب في أواسط الأربعينات من القرن العشرين الميلادي، الموافق سنة 1365 هـ وهو رسالة صغيرة الحجم، من القطع الصغير، وكان في (فقه الطهارة)، وقد صدره بمقدمة من المرشد العام للإخوان المسلمين الشيخ الإمام حسن البنا، تنوه بمنهج الشيخ في الكتابة، وحسن طريقته في عرض الفقه، وتحبيبه إلى الناس.
ظل الشيخ في الكتابة في الفقه بعد ذلك، ويخرج في كل فترة جزءاً صغيراً حتى اكتمل أربعة عشر جزءاً ثم صدر بعد ذلك في ثلاثة أجزاء كبيرة. واستمر تأليفه نحو عشرين سنة وسد هذا الكتاب فراغًا في المكتبة الإسلامية في مجال فقه السنة، الذي لا يرتبط بمذهب من المذاهب، ولهذا أقبل عليه عامة المثقفين الذين لم ينشؤوا على الالتزام بمذهب معين أو التعصب له، وكان مصدرًا سهلاً لهم يرجعون إليه كلما احتاجوا إلى مراجعة مسألة من المسائل. خرّج الألباني جزءاً من الكتاب  مع كثير من النقد في تمام المنة في تخريج أحاديث فقه السنة. استطاع الكتاب أن ينتشر انتشارًا، وطبعه بعض الناس بدون إذن مؤلفه مرات ومرات، كما يفعلون مع غيره من الكتب التي يطلبها الناس.

## وصلات خارجية
- لتصفح الكتاب من الشبكة الدعوية
- متن الكتاب[وصلة مكسورة]
- تحميل الكتاب[وصلة مكسورة]